# كاورو آبي

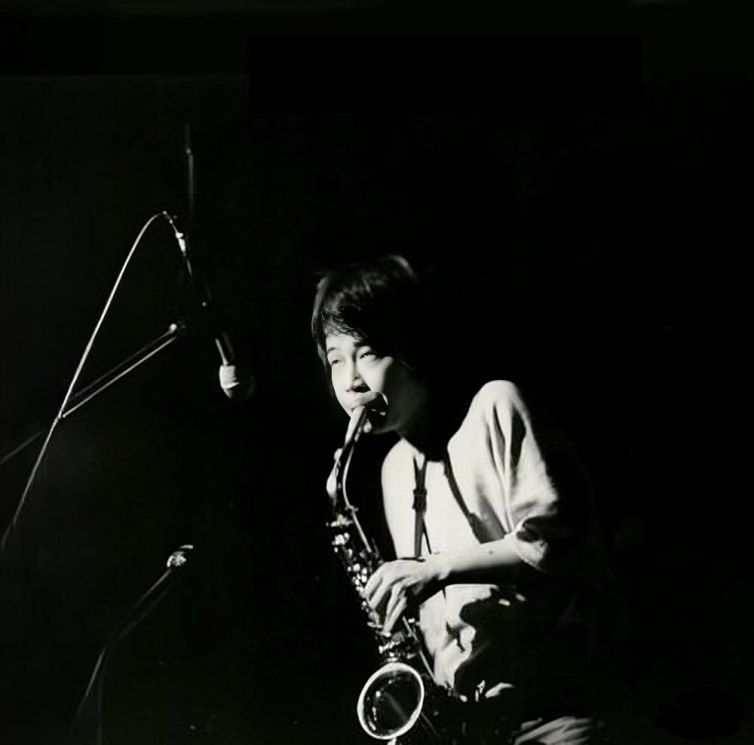

كاورو آبي (باليابانية: 阿部薫؛ بالكانا: あべ かおる) هو عازف كلارينيت وعازف جاز ياباني، ولد في 3 مايو 1949 في كاواساكي في اليابان، وتوفي في 9 سبتمبر 1978 في ناكانو في اليابان بسبب جرعة زائدة.

## وصلات خارجية
- الموقع الرسمي
- كاورو آبي على موقع IMDb (الإنجليزية)
- كاورو آبي على موقع ميوزك برينز (الإنجليزية)
- كاورو آبي على موقع أول ميوزيك (الإنجليزية)
- كاورو آبي على موقع ديسكوغز (الإنجليزية)